# Exploration du système saturnien

Vue d'artiste de l'insertion de la sonde Cassini-Huygens dans l'orbite de Saturne.

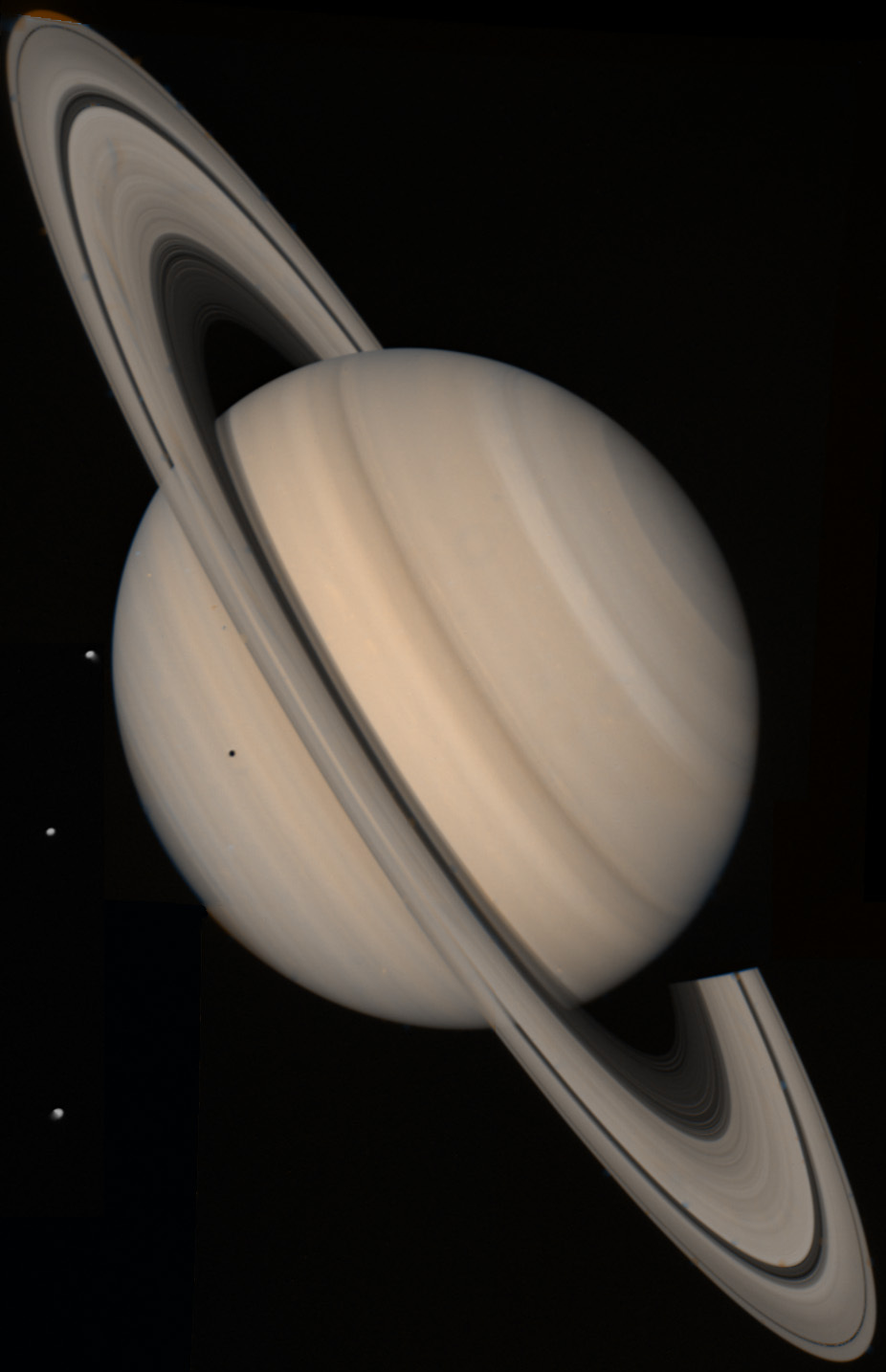
Saturne en vraies couleurs avec les lunes Téthys, Dioné et Rhéa photographiée par Voyager 2.

L'exploration de Saturne et de ses satellites à l'aide de sondes spatiales débute en 1979 avec le survol de la planète par Pioneer 11. Saturne, du fait de sa distance de la Terre et du Soleil, est une destination spatiale complexe qui nécessite un savoir-faire et des ressources financières que, jusque-là, seule l'agence spatiale américaine, la NASA, est parvenue à réunir. Jusqu'en 2017, quatre missions spatiales ont visité Saturne et ses satellites, dont une seule, Cassini-Huygens a pu mener des missions prolongées en se plaçant en orbite autour de la planète géante. En 2019 l'agence spatiale américaine a décidé de développer la mission Dragonfly. Celle-ci devrait déposer en 2034 un aérobot à la surface de Titan.

## Enjeux scientifiques
Saturne est une planète très intéressante pour les scientifiques et planétologues puisque, quant à la taille, elle est la deuxième plus grande planète du système solaire et deuxième plus grande planète gazeuse. Elle est souvent appelée « sœur jumelle » de Jupiter (eu égard à sa taille). Par ailleurs celle-ci attire l'œil des scientifiques puisqu'elle est la seule planète ayant d'aussi grand anneau en taille et qui sont visibles depuis la Terre. Depuis le survol des autres planètes gazeuses par des sondes telles que Pioneer 10 ou Voyager 1 et 2 celle-ci ont pu découvrir que les autres planètes gazeuses ont elles aussi des anneaux certes beaucoup plus minces et très peu visible mais présent.

Saturne est aussi une planète ayant un système de planétoïdes très complexes de différentes tailles. Ces planétoïdes reconnaissable par Titan, Rhéa ou Japet font qu'elles permettent au scientifiques de se poser de nouvelles questions sur leur existence, de leur influence sur Saturne ou de leur composition.

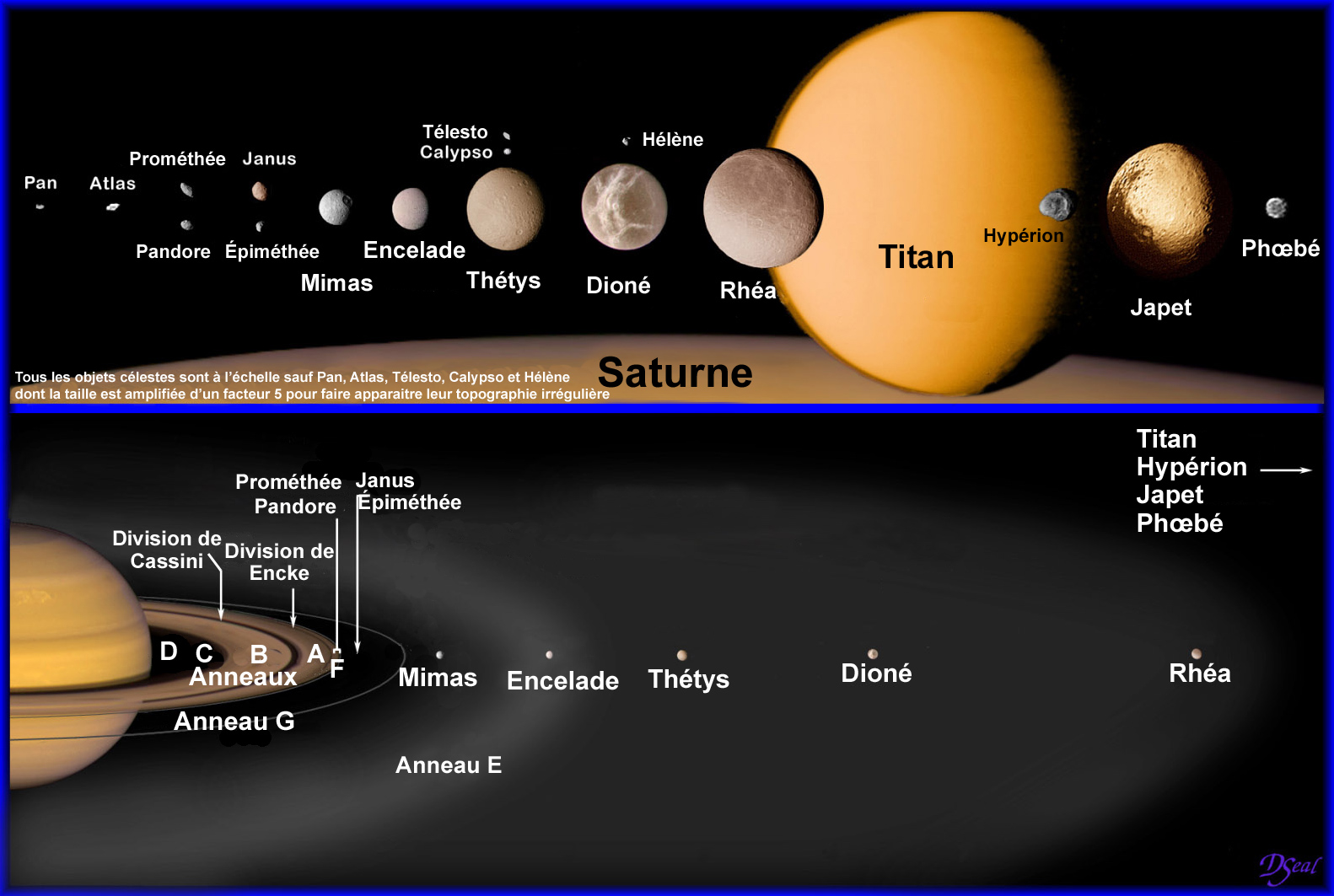
Le système de Saturnien : lunes et anneaux.

### Vitesse de lancement
Pour parvenir à lancer une sonde spatiale vers une planète du système solaire mais, comme pour Saturne quand elle est aussi loin de la terre, la vitesse de départ doit être élevée : il faut en effet s'extraire de manière plus importante du puits gravitationnel du système solaire et, compte tenu de la distance (Saturne est dix fois plus éloigné du Soleil que la Terre), il faut aller plus vite, pour que le temps de transit entre la Terre et Saturne ne soit pas trop grand donc atteindre une vitesse de libération de la Terre comme pour le Soleil. Mais cette vitesse élevée nécessite de freiner de manière plus importante à l'arrivée sur Saturne, si on souhaite s'insérer en orbite autour de la planète. Tous ces paramètres jouent sur la taille, la masse et la puissance du lanceur qui envoie la sonde spatiale dans l'espace. Pour gérer ces contraintes, les agences spatiales peuvent avoir recours à un lanceur plus puissant, avec un impact sur le coût, réduire la taille de la sonde spatiale, utiliser l'assistance gravitationnelle d'autres planètes pour gagner en vitesse (mais au prix d'un allongement du temps de transit) ou effectuer un simple survol, qui demande moins d'ergols qu'une insertion en orbite.

### Énergie
Pour fonctionner une sonde spatiale a besoin de disposer en permanence d'énergie. Les engins spatiaux développés récemment doivent disposer d'une puissance électrique comprise entre 300  et   2 500 watts pour alimenter les ordinateurs embarqués, l'émetteur-récepteur radio, les moteurs, les instruments scientifiques, les radiateurs ainsi que de nombreux autres équipements. Il n'existe que deux sources possibles d'énergie pour un engin spatial interplanétaire : les panneaux solaires et les RTG qui reposent sur la désintégration d'un élément radioactif. Au niveau de l'orbite de Saturne, dix fois plus éloignée du Soleil que la Terre, une sonde spatiale reçoit 100 (10x10) fois moins d'énergie solaire qu'au niveau de la Terre, par conséquent l'utilisation de panneau solaire n'est pas assez rentable pour faire fonctionner la sonde. La seule solution serait l'utilisation de RTG. Les sondes ayant visité le système saturnien, étaient toutes équipées de cette technologie. Cependant, seuls les États-Unis ont utilisé de cette technologie dans l'exploration spatiale, où elle utilise les Isotopes du plutonium qui est pratiquement peu produit actuellement. 

### Distance entre la Terre et Saturne
L'exploration des planètes externes du système solaire, telles que Saturne, présente de nombreuses difficultés supplémentaires par rapport aux planètes plus proches, comme Mars et Vénus, du fait de la distance et d'un milieu plus hostile. Donc la distance entre les opérateurs au sol et Saturne impose à la fois une grande autonomie des programmes tournant sur l'ordinateur embarqué et un système de communication à la fois puissant (taille de l'antenne, puissance en watts de l'émetteur) et précis (antenne grand gain). Cependant la distance Terre - Saturne fait que les informations émissent par le centre spatial avec la sonde met à peu près 1 h 12 min 5 s (vitesse de la lumière donc ondes utilisé pour les informations émises par le centre spatial entre la Terre et Saturne). Ce temps pour recevoir des informations pour une sonde est dû à la distance Soleil - Saturne, en effet Saturne se trouve à 1,43 milliard de kilomètres du Soleil avec une aphélie de son orbite pouvant atteindre 1,50 milliard de kilomètres du Soleil.

## Historique de l'exploration de Saturne par des missions spatiales
Début 2020 quatre missions spatiales ont visité Saturne et ses satellites et une mission est en cours de préparation.

### Pioneer 11 (survol)

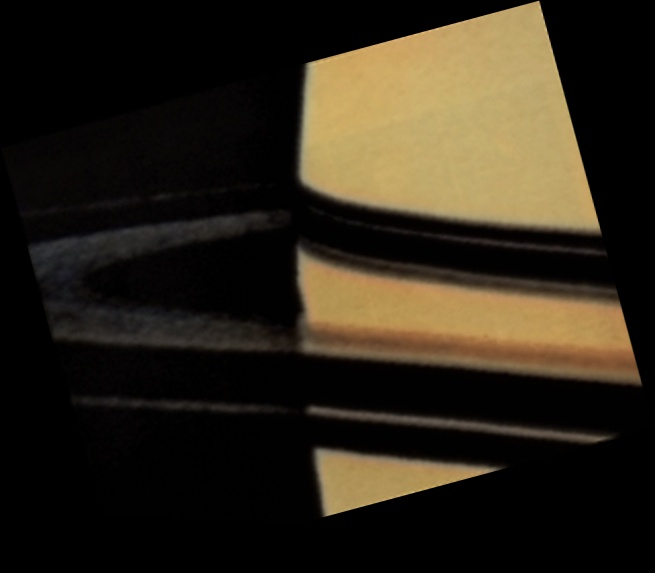
Les anneaux de Saturne photographiés par Pioneer 11.

L'exploration spatiale de Saturne débute avec le survol de la planète par la petite (256 kg au lancement) sonde spatiale Pioneer 11 lancée en 1973. La sonde spatiale atteint Saturne le 1er septembre 1979, passant à 22 000 km du sommet des nuages. Les concepteurs de la mission avaient décidé que la sonde spatiale devait effectuer un test de la traversée des anneaux de Saturne en empruntant la future trajectoire des sondes spatiales Voyager pour s'assurer qu'il existait suffisamment d'espace entre les particules composant l'anneau. La traversée s'effectue sans encombre et Pioneer 11 prend les premières photos rapprochées de la planète, découvre deux satellites et un anneau jusque-là inconnu (l'anneau F), étudie la magnétosphère saturnienne et établit que la température sur le satellite Titan est vraisemblablement trop basse pour permettre le développement d'une forme de vie, malgré la présence de méthane et de molécules organiques.

### Voyager 1(survol)
Voyager 1 lancée en 1977 pénètre le 10 novembre 1980 au cœur du système planétaire de Saturne. Le jour suivant, la sonde effectue un survol très rapproché (6 940 km) de la lune Titan, un des corps célestes les plus intéressants du Système solaire. Les scientifiques savaient avant ce survol que Titan possède une atmosphère comportant du méthane et certains d'entre eux avaient émis l'hypothèse que des formes de vie avaient pu se développer dans cet environnement créé par l'effet de serre. Mais bien avant le rendez-vous avec la lune, les photos prises permettent de constater que Titan est entouré d'une couche de nuages continue, opaque en lumière visible qui ne permet pas de distinguer la surface. Les instruments IRIS et UVS sont utilisés pour déterminer les caractéristiques de l'atmosphère. Des traces d'éthylène et d'autres hydrocarbures sont détectées tandis qu'une température sans doute trop basse pour la vie est mesurée. Après ces observations Voyager 1 survole le pôle sud de Saturne en passant à 124 000 km de son centre le 12 novembre 1980. Les anneaux et les autres satellites dont l'observation est programmée (Dioné, Mimas et Rhéa) sont tous très proches de la planète géante puisque le survol doit durer, en tout, à peine dix heures : la plateforme orientable porteuse des principaux instruments scientifiques utilisés pour le recueil des données planétaires est programmée pour de rapides changements d'orientation à la limite de ses capacités mais parvient à exécuter les instructions pré-programmées.

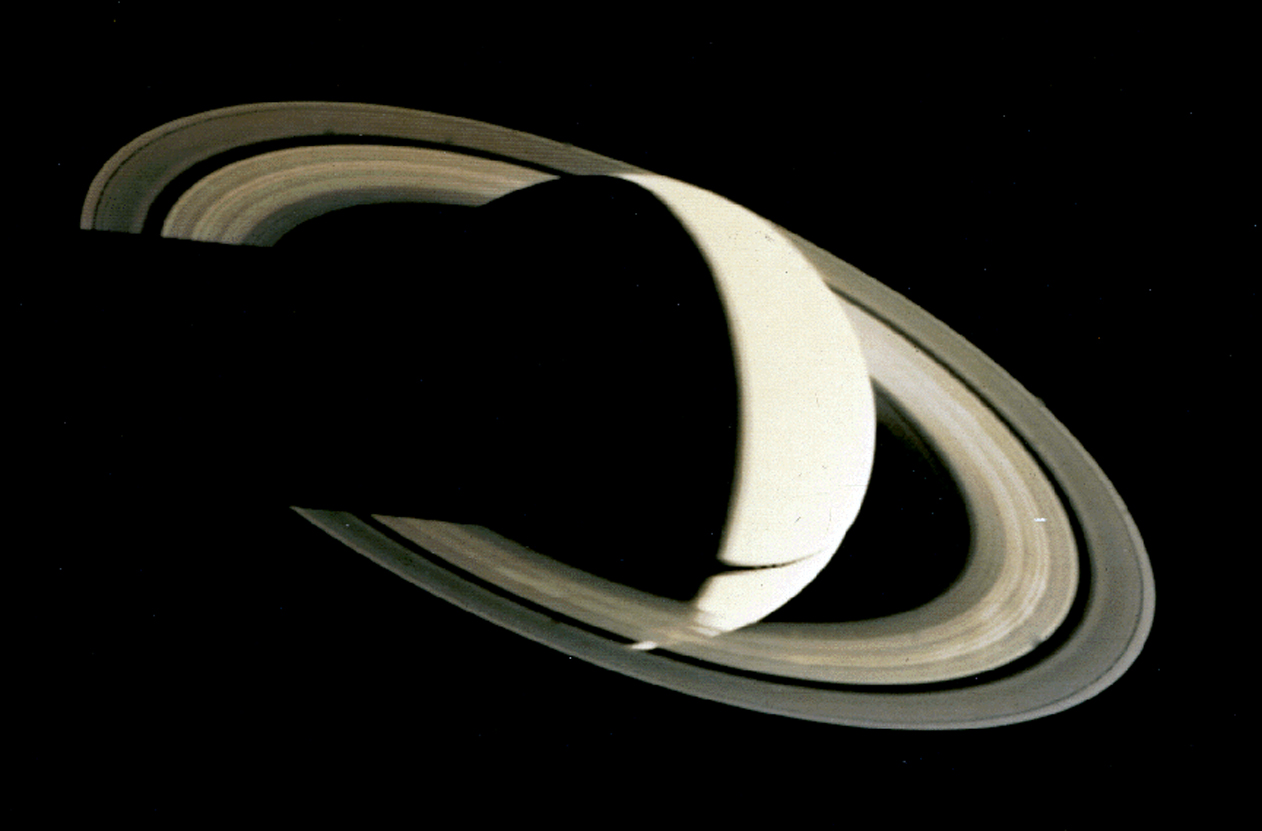
Saturne à 5,3 millions de kilomètres.
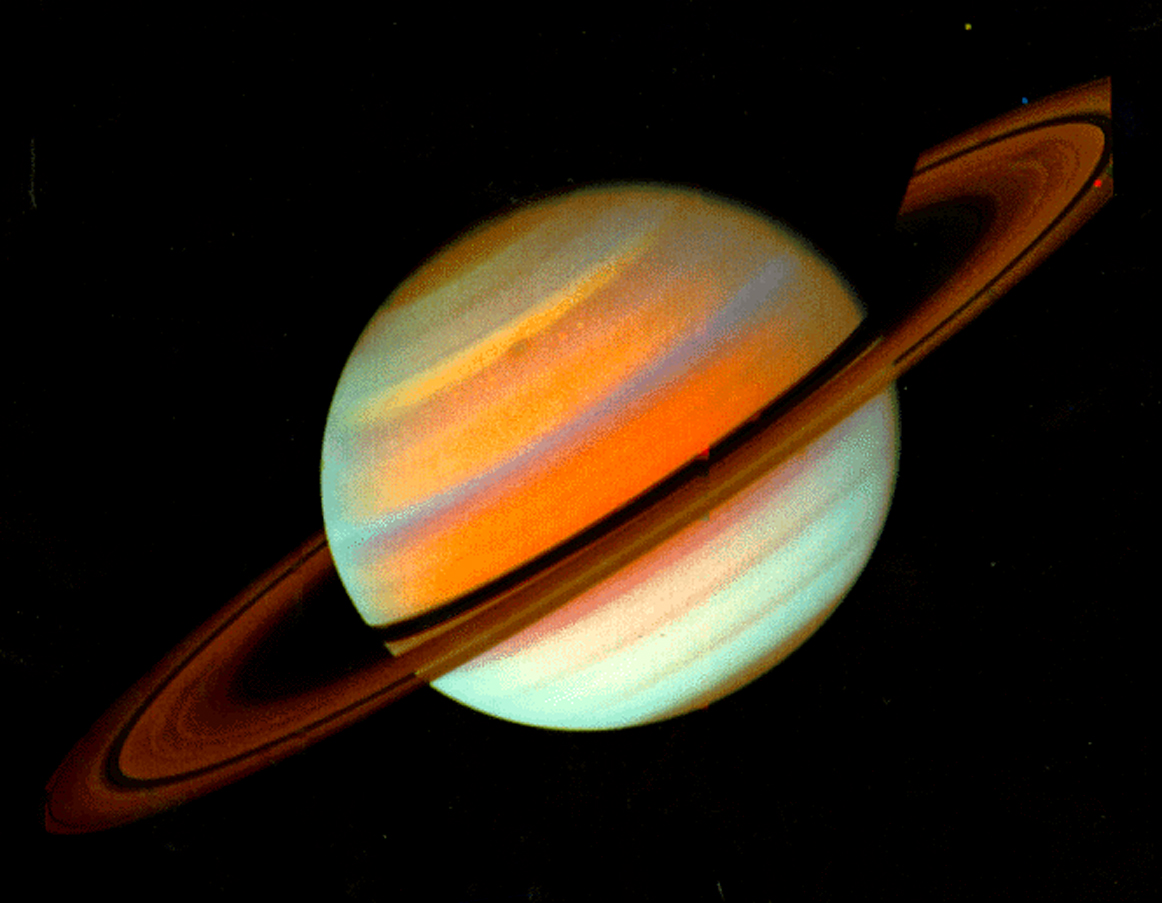
Saturne en fausses couleurs.
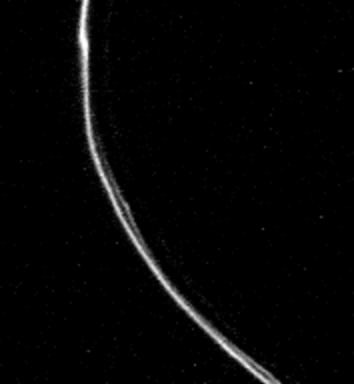
L'anneau F de Saturne.
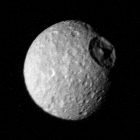
Le satellite Mimas avec le cratère Herschel.

### Voyager 2 (survol)
Voyager 2, lancée en 1977, passe à 161 000 km du centre de la planète Saturne le 26 août 1981, 9 mois après Voyager 1. Les caméras de Voyager 2, plus sensibles que celles de Voyager 1, permettent de détecter de nombreuses configurations dans l'atmosphère de la planète. À l'aide de son instrumentation radio, Voyager 2 parvient à sonder les couches externes de l'atmosphère de la géante gazeuse. Des températures, passant de 82 kelvins au niveau de pression 70 millibars à 143 kelvins au niveau de pression 1 200 millibars, sont mesurées. La sonde est dirigée de manière à pouvoir obtenir de meilleures vues des lunes que Voyager 1. Deux heures après être passée au plus près de Saturne, la plate-forme orientable supportant les instruments se bloque temporairement, entraînant l'annulation des mesures par l'ordinateur principal et la perte d'une quantité importante de données. 24 heures plus tard, le problème de plate-forme est résolu, mais la situation est définitivement rétablie 3 jours plus tard, après envoi d'instructions par les équipes au sol. La trajectoire retenue permet à la sonde d'utiliser l'assistance gravitationnelle de Saturne pour se diriger vers sa destination suivante : Uranus,.

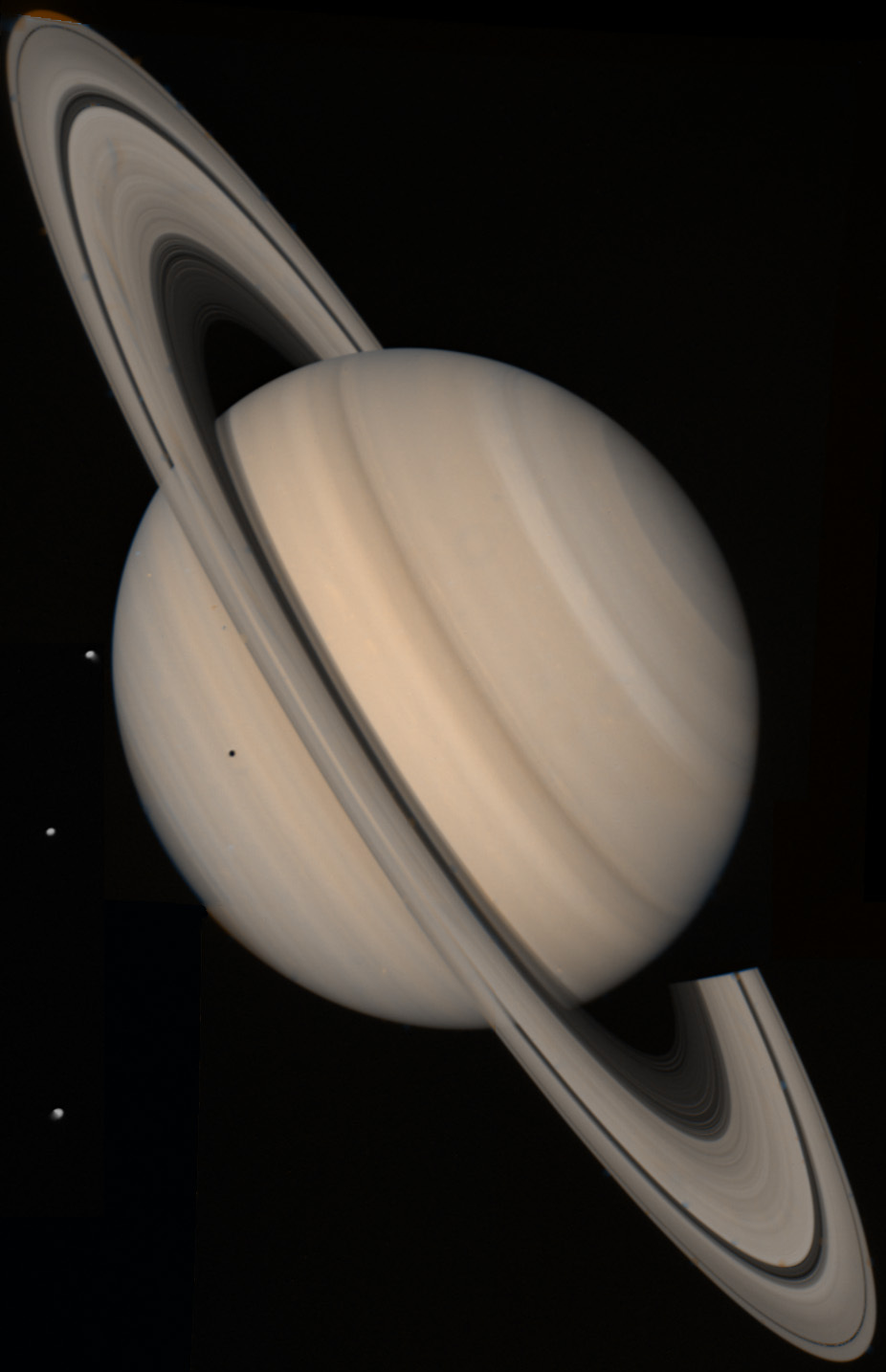
Saturne en vraies couleurs avec les lunes Téthys, Dioné et Rhéa.
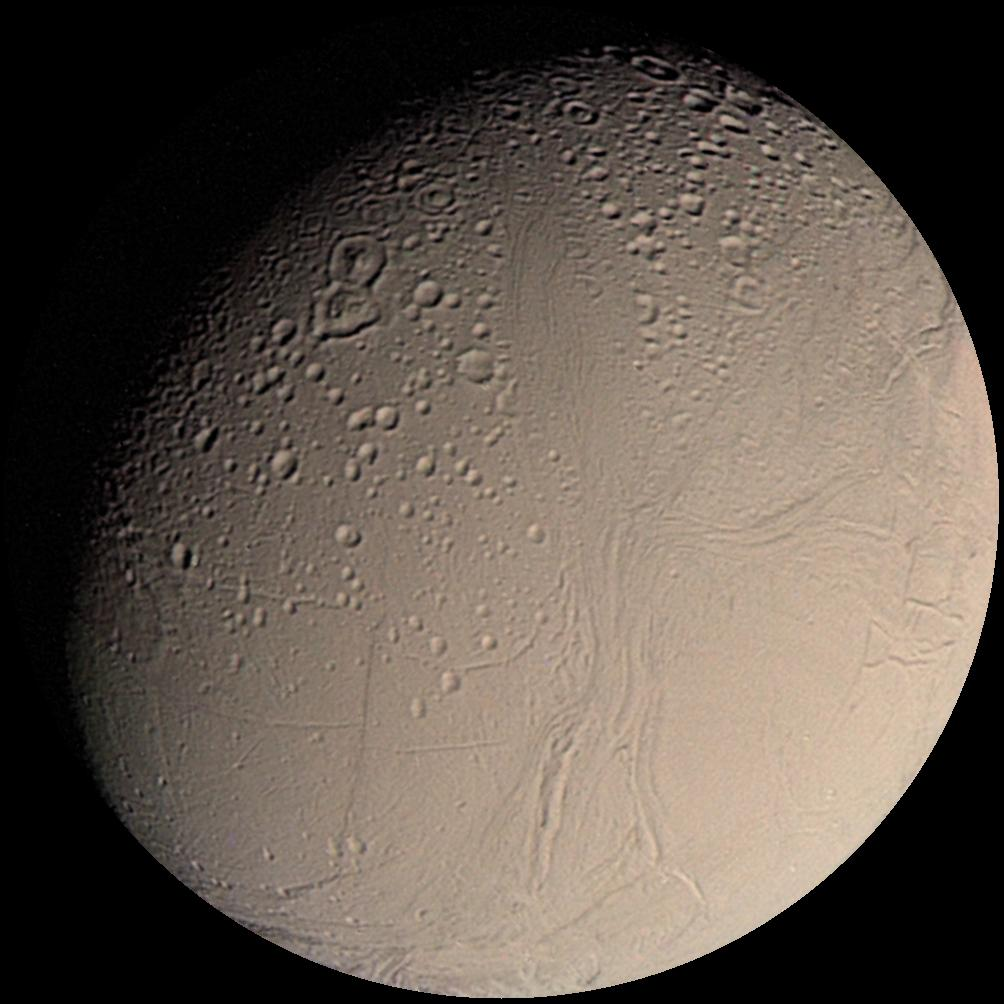
Encelade
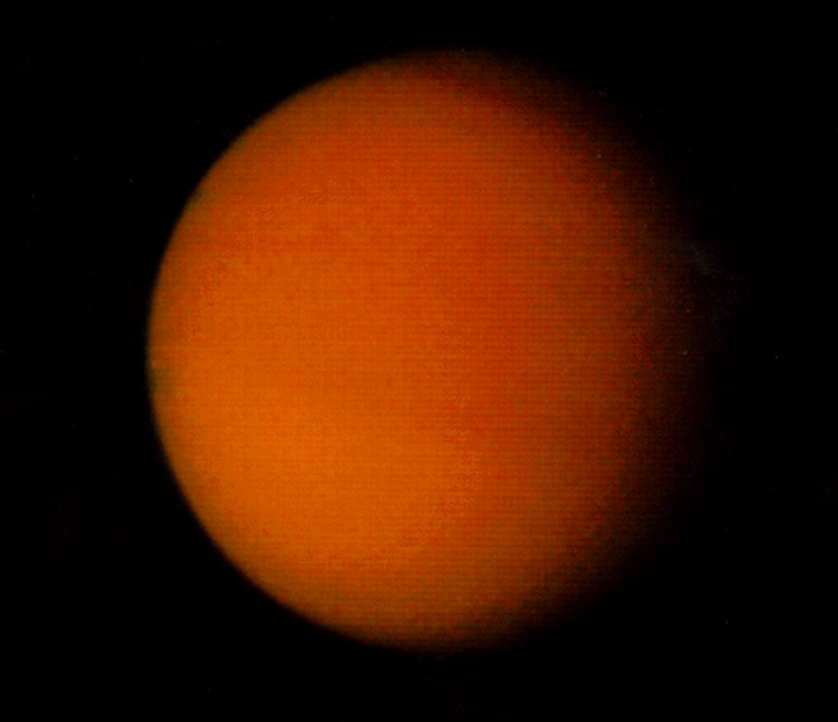
La lune Titan.
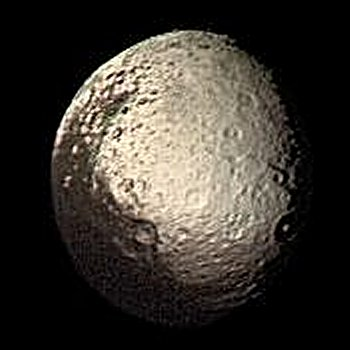
La lune Japet.

### Orbiteur Cassini-Huygens (survol et sonde atmosphérique)

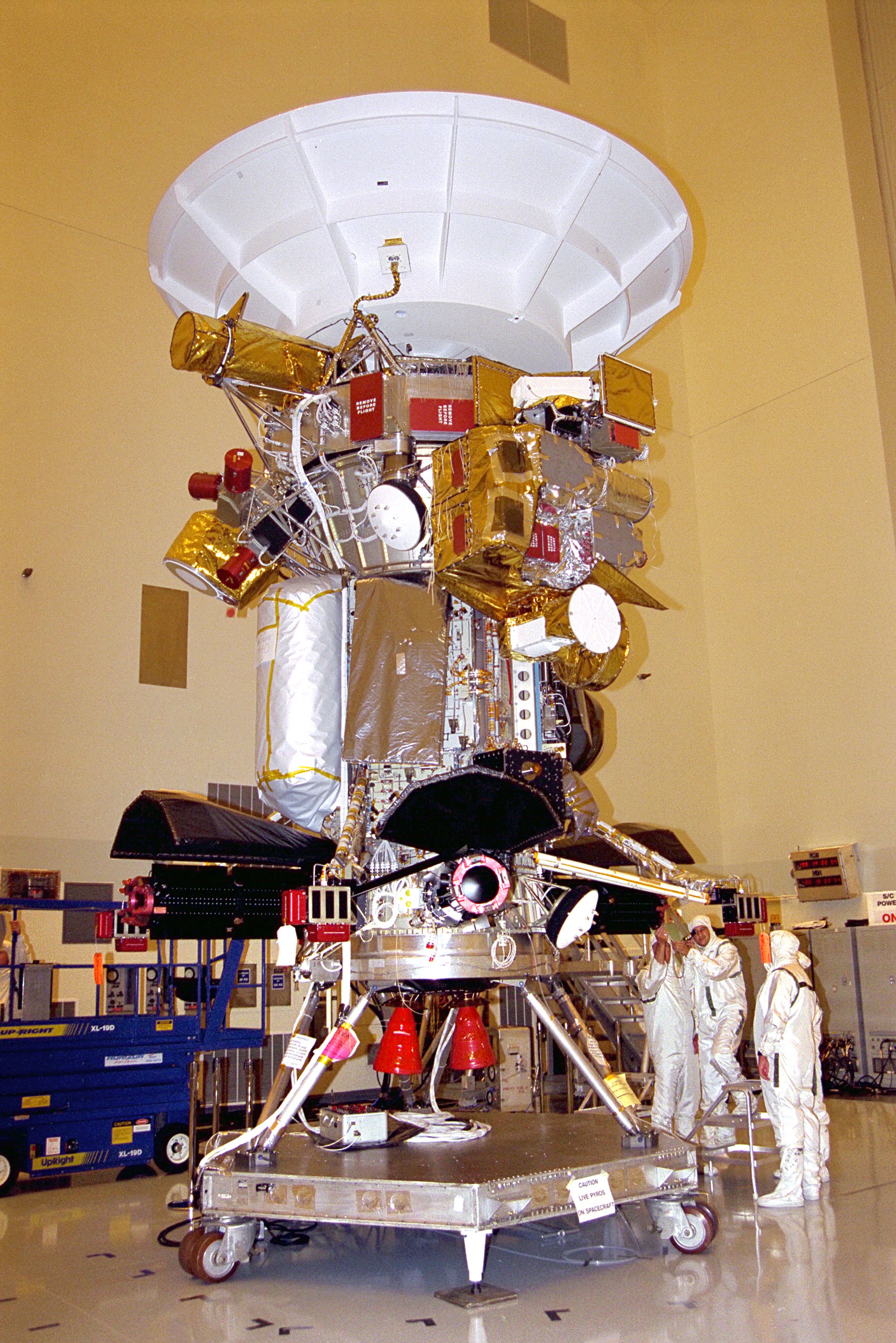
Cassini en cours d'assemblage.

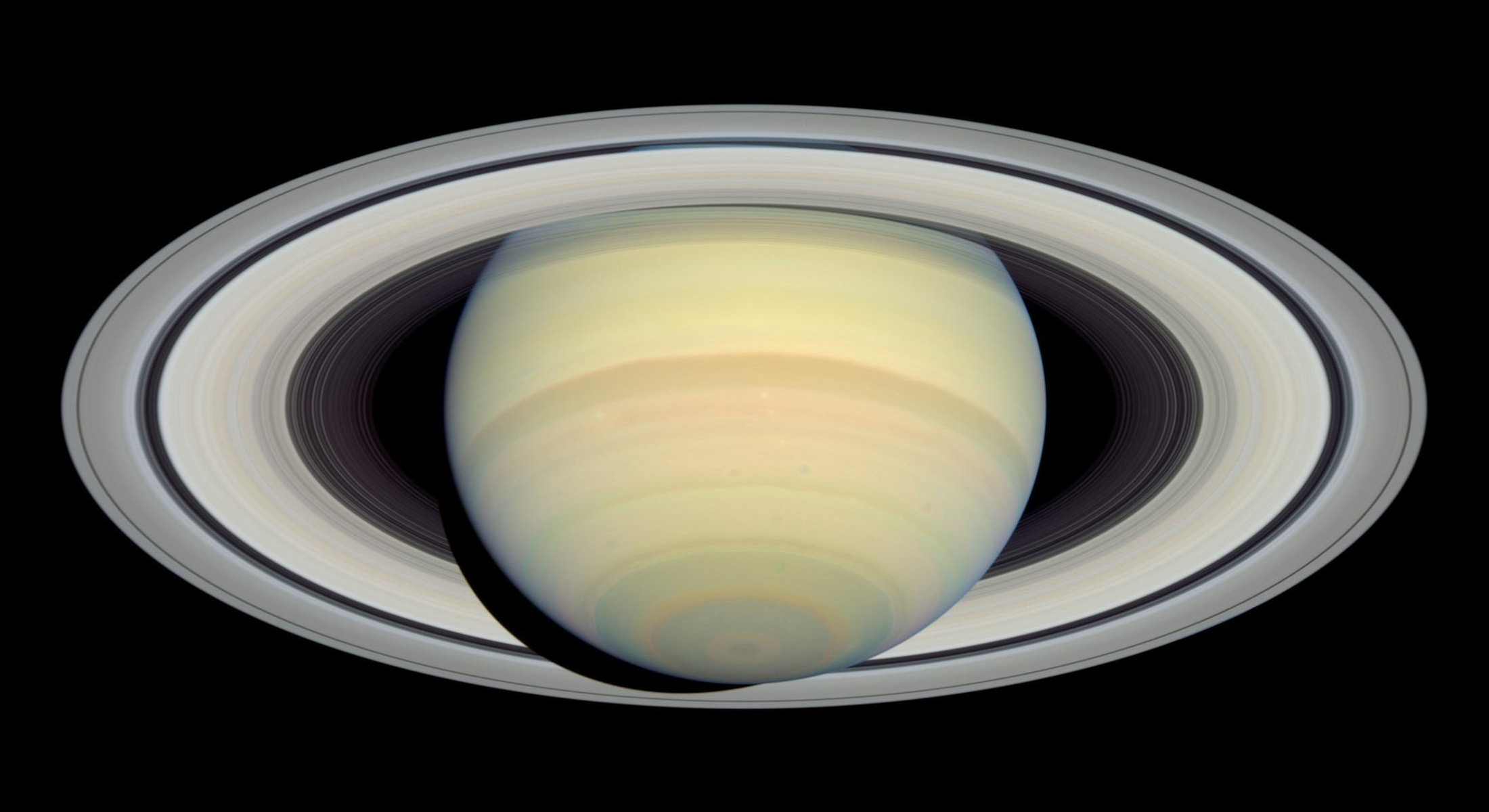
Saturne et ses anneaux photographiés en 2004 par la sonde Cassini.

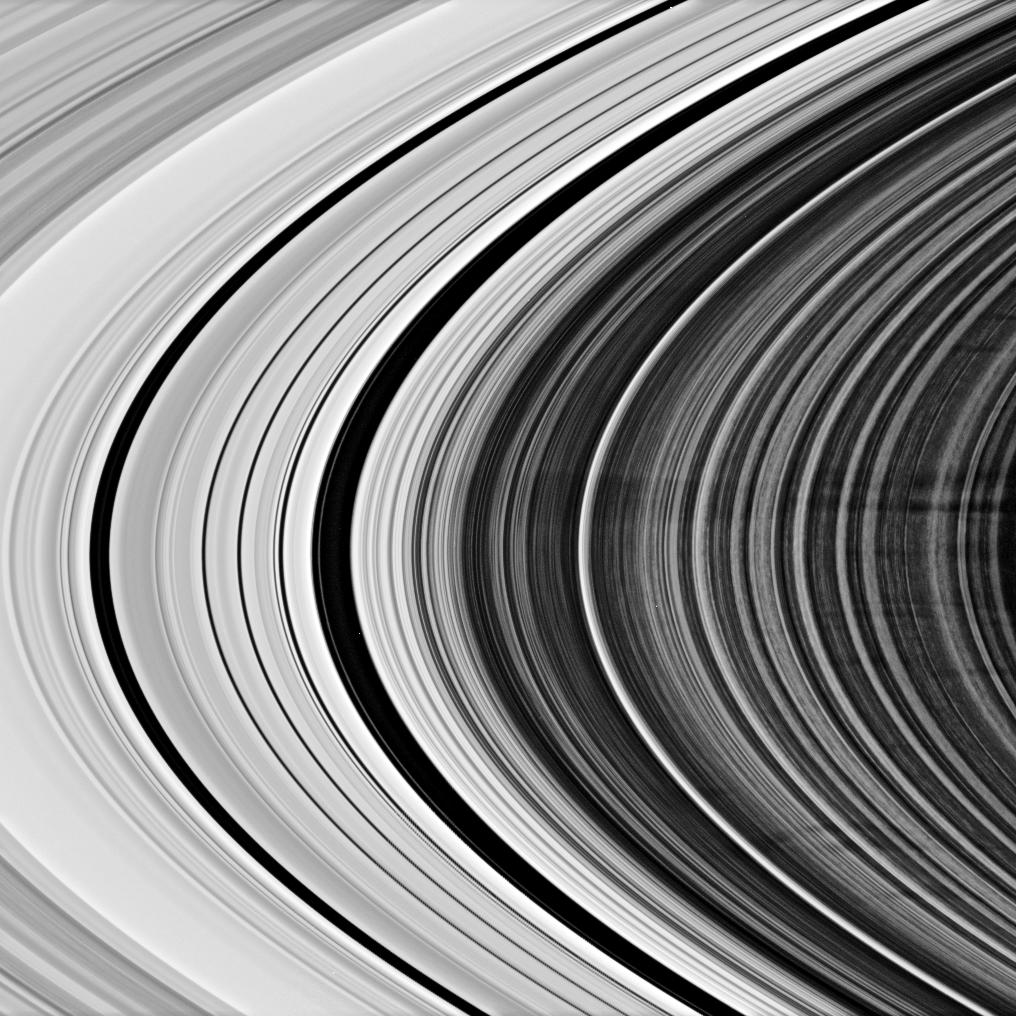
Spokes de l'anneau B.

Cassini-Huygens reste, jusqu'à la fin de la décennie 2020, la seule mission à s'être placée en orbite autour de Saturne, et avoir pu mener une étude approfondie de son système.

#### Contexte
En 1973, le Centre de recherche Ames de la NASA planche sur une mission vers Saturne, réutilisant les technologies développées pour Pioneer Venus et la future sonde Galileo. En 1975, les autorités scientifiques recommandent l'envoi d'une sonde consacrée à l'étude de Saturne, ses anneaux et ses lunes, notamment Titan. Les observations depuis la Terre de cette lune, la deuxième du système solaire par la taille après Ganymède, ont permis de détecter la présence d'une atmosphère dans laquelle se trouvent des traces de méthane et sans doute d'hydrocarbures complexes, qui la font ressembler à la Terre primitive. Le centre Ames commande une étude pour un engin d'exploration de Titan. Plusieurs types d'engins spatiaux sont envisagés, car on sait peu de choses des caractéristiques de l'atmosphère, et en particulier de sa densité. En 1976, le centre JPL de la NASA envisage dans le cadre de son programme Purple Pigeons l'envoi simultané d'un engin qui doit se poser en douceur à la surface de Titan, et d'une sonde qui doit se mettre en orbite autour de Saturne, préfiguration de la mission Cassini-Huygens. Cet ensemble doit être lancé depuis la Navette spatiale américaine, avec un étage Centaur chargé de lui donner l'impulsion lui permettant d'atteindre la planète Saturne. Pour la conception de l'atterrisseur, on part de l'hypothèse que l'atmosphère de Titan a une densité comprise entre 20 et 100 % de l'atmosphère terrestre, et on envisage un atterrissage à la surface de lacs d'hydrocarbures. Les résultats des survols du système de Saturne par Voyager 1 (1980) et Voyager 2 (1981) augmentent l'intérêt d'une mission dédiée à l'exploration de la planète géante. En ce qui concerne Titan, un des principaux objectifs du programme Voyager, les informations recueillies sont limitées, car la surface de la lune est entièrement masquée par une épaisse couche de nuages. Seuls un radar ou un atterrisseur pourraient percer cet obstacle. Par ailleurs, le survol du système saturnien par les sondes Voyager s'est fait à grande vitesse (30 km/s). Dans ces conditions, le recueil des données a été limité par la durée du survol, soit une quinzaine de jours, et a été limité par la trajectoire suivie. La NASA étudie dans ce contexte le lancement d'une sonde spatiale dérivée de Galileo, et emportant deux engins chargés d'étudier les atmosphères de Saturne et Titan.
Après avoir travaillé sur des projets séparés, la NASA et l'Agence spatiale européenne lancent, à la fin des années 1980, le développement d'une mission conjointe : la NASA développe l'orbiteur, et l'ESA l'atterrisseur qui doit se poser sur Titan. Les objectifs portent à la fois sur chacun des principaux corps célestes présents dans le système saturnien - Saturne, ses anneaux, Titan, les lunes glacées de Saturne et la magnétosphère de la planète géante - et sur les interactions entre ces différents composants.
Le projet frôle à plusieurs reprises l'annulation, à la suite des difficultés budgétaires de la NASA. Des mouvements écologistes tentent d'interdire le lancement de la sonde spatiale, à cause du plutonium embarqué pour alimenter en énergie la sonde spatiale. Finalement, la sonde spatiale est lancée, le 15 octobre 1997, par un lanceur lourd Titan IV-B. Cassini-Huygens se place en orbite autour de Saturne en 2004. En 2005, l'atterrisseur européen Huygens, après s'être détaché de la sonde mère, se pose à la surface de la lune Titan, et parvient à retransmettre des informations collectées durant la descente et après son atterrissage. L'orbiteur Cassini orbite depuis autour de Saturne, et poursuit l'étude scientifique de la planète géante, en profitant de ses passages à faible distance de ses satellites pour collecter des données détaillées sur ceux-ci. La mission, d'une durée initiale de 4 ans, a été prolongée à trois reprises : de 2008 à 2010 (Equinox mission), de 2010 à 2017 (Solstice Mission) et d'avril à septembre 2017 (Grand Finale). Il est prévu que la sonde spatiale s'écrase sur la planète Saturne à l'issue de cette dernière phase, le 15 septembre 2017, ce qui arriva bel et bien.
Cassini-Huygens est une mission particulièrement ambitieuse et coûteuse (3,26 milliards $), rattachée à ce titre au programme Flagship de la NASA. Avec une masse totale de 5,6 tonnes (dont 3,1 tonnes de carburant et 350 kg pour l'atterrisseur Huygens), il s'agit du plus gros engin spatial lancé vers les planètes externes. L'orbiteur Cassini embarque 12 instruments scientifiques, dont un radar, tandis que Huygens en emporte six. Cassini est stabilisé selon trois axes et son énergie est fournie par trois générateurs thermoélectriques à radioisotope utilisant du plutonium 238. La mission Cassini-Huygens a rempli tous ses objectifs scientifiques, en fournissant une moisson de données sur Saturne, sa magnétosphère, ses anneaux, Titan et les autres lunes de la planète géante. Les caméras de l'orbiteur ont également fourni certaines des plus belles images du système solaire. Cassini a notamment permis d'obtenir les premières images détaillées de Phœbé, d'analyser en détail la structure des anneaux de Saturne, d'étudier Titan de manière approfondie et de découvrir une dizaine de nouvelles lunes de Saturne, de petite taille (moins de 10 km), portant le nombre total de satellites saturniens à 62 (nombre connu au 1er mai 2014). La sonde a permis également de découvrir de nouveaux anneaux de Saturne.

### Mission Dragonfly (lancement 2026)

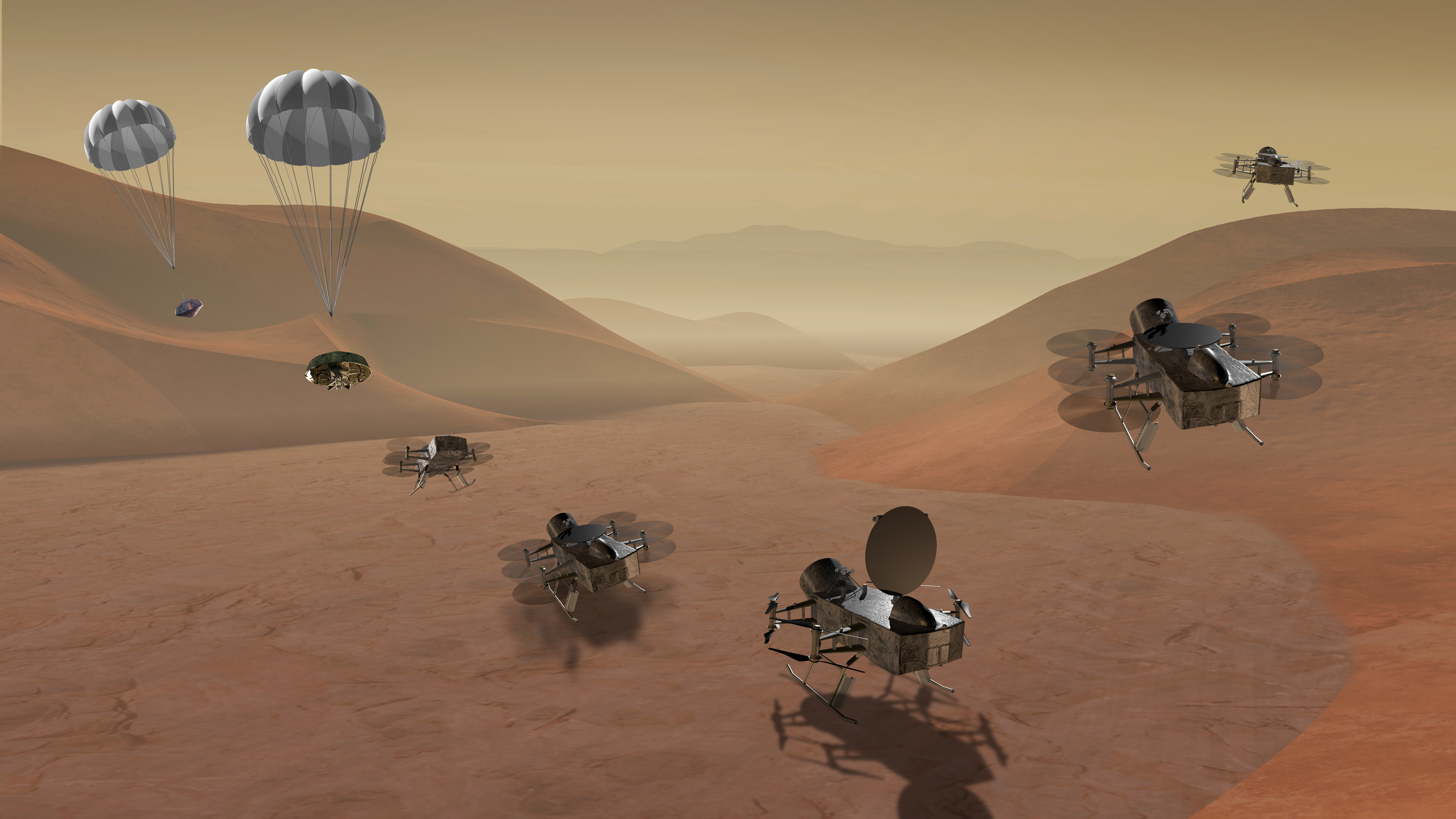
L'aérobot Dragonfly à la surface de Titan (vue d'artiste).

La mission Dragonfly est sélectionnée en juin 2019 pour devenir la quatrième mission du programme New Frontiers. Son objectif est l'étude de Titan, le plus gros satellite naturel de Saturne. La mission exploite la présence d'une atmosphère dense et d'une gravité relativement peu élevée : elle met en œuvre un aérobot de type aérogire, qui effectuera de multiples vols de courte durée pour étudier la basse atmosphère et la surface de Titan. Ce drone hélicoptère de 450 kilogrammes est capable d'effectuer de courts vols en pilotage automatique de quelques dizaines de kilomètres avant de se poser pour recharger ses batteries, à l'aide d'un générateur thermoélectrique à radioisotope embarqué. Durant la phase de vol, le drone analyse la composition de l'atmosphère et établit le profil vertical de celle-ci. Lorsqu'il est au sol, il étudie la composition des matériaux organiques et des glaces de la surface, en utilisant un spectromètre de masse et un spectromètre gamma à neutrons actifs. Le drone dispose également d'instruments pour étudier la météorologie et effectuer des études sismiques. Sur le plan technique, il s'agit d'une mission particulièrement audacieuse car c'est le premier engin de ce type utilisé pour explorer un autre corps du système solaire. Il est prévu que Dragonfly décolle en 2026 et se pose sur Titan en 2034,.

## Propositions de mission

### Titan Saturn System Mission
Début 2008, la NASA et l'Agence spatiale européenne étudient conjointement une mission, baptisée Outer Planet Flagship Mission, destinée à explorer les satellites glacés des planètes extérieures. Deux projets sont évalués : Europa Jupiter System Mission (EJSM), centrée sur l'étude de la lune Europe de Jupiter, et Titan Saturn System Mission (TSSM), à destination du système saturnien, et en particulier de Titan.
TSSM comprend trois engins spatiaux : un orbiteur américain et deux sondes d'exploration européennes, dont une montgolfière, fournie par le CNES. et un atterrisseur, qui devrait se poser sur l'une des mers de méthane. La sonde spatiale doit utiliser l'assistance gravitationnelle pour atteindre le système de Saturne en neuf années. L'objectif est d'utiliser la fenêtre de lancement qui s'étend entre 2018 et 2022, et devrait permettre ainsi d'atteindre Saturne à la fin de l'année 2029. À l'arrivée, la sonde orbitale se mettra en orbite pendant deux années autour de Saturne, survolant les deux lunes (Titan et Encelade), respectivement 16 et 7 fois. L'objectif de cette première phase est l'étude, bien sûr, de Saturne, mais également du cryovolcanisme sur Encelade. La sonde, à l'issue de cette phase, se place en orbite autour de Titan, pour une durée de plusieurs années terrestres. Les deux sondes d'exploration sont alors larguées dans l'atmosphère de Titan. La montgolfière vole durant plus de six mois à 10 kilomètres d'altitude, pour analyser l'atmosphère (composition, température, pression, etc.), mais également prendre des images de la surface, avec une précision de 1 mètre. L’atterrisseur se pose, quant à lui, dans l'une des mers de méthane, Kraken Mare, à 72° de latitude nord. Ce sera alors la première sonde spatiale à se poser sur une surface liquide. Les données récoltées par ces deux sondes seront relayées vers la Terre à l'aide de la sonde orbitale.
En février 2009, les deux agences annoncent qu'elles ont décidé de développer en priorité EJSM. Par la suite EJSM est annulé, et le projet TSSM n'est plus évoqué.

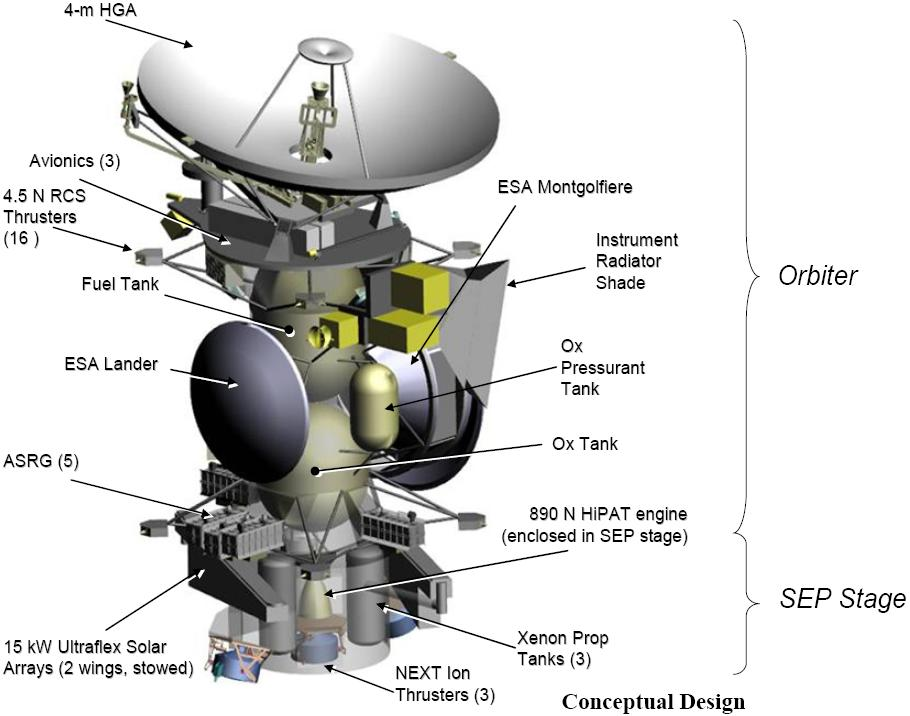
TSSM : La sonde orbitale.
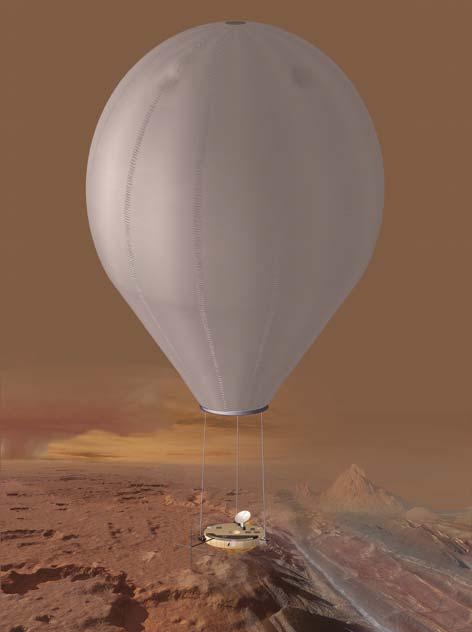
TSSM : La montgolfière.
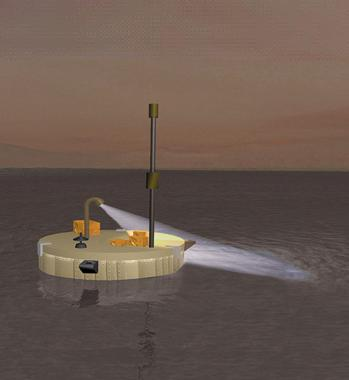
TSSM : L'atterrisseur.

### Programme Discovery: mission de 2016
Titan Mare Explorer ou TiME est un projet de mission spatiale de type atterrisseur proposé en 2011 dans le cadre du programme Discovery de l'agence spatiale américaine. Elle avait comme objectif l'étude de Titan, le plus grand satellite de la planète Saturne. Le projet passe le premier tour de sélection mais n'est finalement pas retenu. Cette mission aurait représenté la première exploration d'une mer extraterrestre.

### Programme Discovery: mission de 2021
Pour la 13e mission du programme Discovery, sélectionnée en 2016 (lancement en 2021), la mission Enceladus Life Finder doit survoler la lune de Saturne Encélade, pour détecter des indices de vie dans les panaches de gaz libérés. Elle utilise des panneaux solaires de 43 mètres d'envergure.

### ProgrammeNew Frontiers: propositions de mission soumises en 2017

#### Saturn Probe
Une première version de sonde spatiale, destinée à étudier in situ l'atmosphère de Saturne, avait été proposée lors de l'appel à propositions de 2011, resté sans suite. Saturn Probe était une mission de type orbiteur qui devait étudier avec précision l'atmosphère de Saturne, comme l'a en partie fait la mission Galileo pour Jupiter. Elle aurait notamment pour but de déterminer l'abondance des gaz nobles et la structure de l'atmosphère de la planète. Parmi les nombreux instruments que la sonde devrait emporter se trouvaient un spectromètre de masse neutre (NMS), ainsi qu'un oscillateur ultra stable (USO).
Lors du deuxième appel à propositions, lancé en 2017, une sonde atmosphérique, baptisée SPRITE (Saturn PRobe Interior and aTmosphere Explorer), reprend les mêmes objectifs. Il s'agit de répondre aux nombreuses questions que soulèvent la formation et l'évolution de Saturne, en mesurant in situ la composition de son atmosphère. Un des objectifs est de déterminer à quelle distance du Soleil Saturne s'est-elle formée, et quel rôle la planète géante a-t-elle joué dans la migration initiale des planètes géantes, d'abord vers une orbite plus proche du Soleil, puis plus éloignée de celui-ci (selon un des scénarios envisagés pour l'évolution du système solaire). SPRITE doit également mesurer la quantité d'hélium, pour expliquer pourquoi la température de l'atmosphère est supérieure à celle prédite par les modèles en vigueur. SPRITE comprend un engin spatial porteur, équipé d'une caméra fournissant le contexte de la progression de la sonde atmosphérique dans l'atmosphère de Saturne. Cette dernière, après avoir été larguée par son vaisseau mère, doit s'enfoncer dans l'atmosphère de Saturne et analyser, au cours de sa descente d'une durée de 90 minutes, la composition de l'atmosphère, sa température, sa pression, la vitesse des vents et la structure des nuages. Le vaisseau porteur relaiera ces données vers la Terre.

#### Étude d'Encelade: missions ELSAH et ELF
Deux propositions de mission portent sur l'étude de la lune Encelade, qui présente la particularité d'abriter un océan souterrain dont les caractéristiques (température, composition) seraient favorables à l'émergence de formes de vie. Les instruments qui équipaient l'orbiteur Cassini ne permettaient pas de pousser les investigations. Ces deux sondes sont équipées d'instruments plus précis. Aucun détail n'est disponible sur la mission ELSAH (Enceladus Life Signatures and Habitability). La sonde spatiale ELF (Enceladus Life Finder) doit se placer sur une orbite de 62 jours autour de Saturne, et effectuer 10 survols rapprochés d'Encelade, en traversant à chaque passage le nuage de matière éjecté par les geysers situés au pôle sud de cette lune. La sonde spatiale est équipée de trois spectromètres de masse qui doivent permettre d'effectuer des analyses poussées de la composition des gaz éjectés, et déterminer si ceux ci contiennent des molécules organiques complexes précurseurs ou indices de formes de vie. ELF sera également équipée d'une caméra, qui devrait prendre des images spectaculaires de la surface. Profitant des avancées dans le domaine des cellules solaires, ELF utilisera des panneaux solaires pour produire l'énergie dont la sonde spatiale a besoin, malgré la faiblesse du rayonnement solaire disponible au niveau de l'orbite de Saturne (100 fois plus faible qu'en orbite terrestre).   

#### Étude de Titan: missions Oceanus et Dragonfly
Deux propositions de mission ambitieuses visent à étudier de près les caractéristiques de la lune Titan : Dragonfly qui a finalement été sélectionnée et est décrite plus haut et Oceanus. Oceanus doit se placer sur une orbite basse autour de Titan, pour étudier in situ les processus de création des molécules organiques complexes dans les couches supérieures de l'atmosphère. La sonde spatiale est équipée d'un spectromètre de masse dont la sensibilité est dix fois supérieure à celle de l'instrument équipant Cassini. L'objectif est de comprendre ces processus dominés par le méthane, qui ont sans doute également joué un rôle central dans l'évolution de l'atmosphère de la Terre, il y a 3,5 milliards d'années. Oceanus dispose également d'une caméra pouvant réaliser des images de la surface de Titan, dans trois bandes infrarouges, pour cartographier les accumulations de matières organiques sur le sol et comprendre comment celles-ci s'accumulent, sont transportées à la surface et sont érodées. La caméra doit également cartographier les régions recouvertes de glace d'eau. Un radar et une expérience de radio-science doivent permettre de déterminer la structure de la croute et de l'intérieur de la lune, ainsi que les caractéristiques de l'océan souterrain salé situé sous la surface glacée, notamment si celui-ci est au contact du noyau rocheux de Titan, comme on le suppose sur Encelade. Oceanus est équipé de panneaux solaires.

### Synthèse des projets à l'étude ou abandonnés
| Projet                                                  | Agence spatiale | Date initialisation projet | Type mission                                    | Objectif                              | Statut en 2017            | Date lancement prévue | Remarques                                       | Référence                                                                                         |
| ------------------------------------------------------- | --------------- | -------------------------- | ----------------------------------------------- | ------------------------------------- | ------------------------- | --------------------- | ----------------------------------------------- | ------------------------------------------------------------------------------------------------- |
| Titan Saturn System Mission                             | ESA NASA        | 2008                       | Orbiteur / Montgolfière et atterrisseur (Titan) | Étude des satellite Titan et Encelade | Projet abandonné en 2009  | 2018                  |                                                 |                                                                                                   |
| Titan Mare Explorer                                     | NASA            | 2011                       | atterrisseur                                    | Étude des mers de Titan               | Projet non retenu en 2013 | 2018                  | Proposé pour le programme Discovery             |                                                                                                   |
| Enceladus Life Finder                                   | NASA            | 2015                       | orbiteur                                        | Étude d'Encelade                      | Projet non retenu en 2015 | 2018                  | Proposé pour le programme Discovery             | Nouvelle version proposée en 2017 (voir ci-dessous)                                               |
| Saturn PRobe Interior and aTmospheric Explorer (SPRITE) | NASA            | 2017                       | sonde atmosphérique                             | Étude de l'atmosphère de Saturne      | Projet non retenu en 2017 | 2025                  | Proposé pour le programme New Frontiers en 2017 |                                                                                                   |
| Enceladus Life Signatures and Habitability (ELSAH)      | NASA            | 2015                       | orbiteur Saturne                                | Étude d'Encelade                      | Projet non retenu en 2017 | 2025                  | Proposé pour le programme New Frontiers en 2017 | Analyse des matériaux éjectés par les geysers de la lune                                          |
| Enceladus Life Finder (ELF)                             | NASA            | 2015                       | orbiteur Saturne                                | Étude d'Encelade                      | Projet non retenu en 2017 | 2025                  | Proposé pour le programme New Frontiers en 2017 | Analyse des matériaux éjectés par les geysers de la lune lors de 10 survols                       |
| OCEANUS                                                 | NASA            | 2015                       | orbiteur Titan                                  | Étude de Titan                        | Projet non retenu en 2017 | 2025                  | Proposé pour le programme New Frontiers en 2017 | Étude du cycle du méthane dans l'atmosphère, cartographie de la surface et sondage de l'intérieur |